# Epiphragma (Epiphragma) howense
Epiphragma (Epiphragma) howense is een tweevleugelige uit de familie steltmuggen (Limoniidae). De soort komt voor in het Australaziatisch gebied.